# Ф-1 (реактор)
Ф-1 (перший фізичний реактор) — перший ядерний реактор у СРСР і Європі, пам'ятка науки і техніки.

## Історія
Задача розробки першого реактора виникла під час проєктування першої радянської атомної бомби РДС-1.
За конструкцією, для створення бомби була необхідна атомна вибухова речовина.
У процесі розробок з міркувань простоти, швидкості і вартості обрали збройовий плутоній (плутоній-239), який є результатом опромінення нейтронами урану-238.

### Запуск
Реактор створювали як дослідний майданчик для відпрацювання технологій і процесів створення плутонію, паливо для реактора постачала лабораторія радію Гиредмету (начальник Зінаїда Єршова).
Його спроєктувала і побудувала Лабораторія № 2 АН СРСР, яка була розташована в Москві, нинішня адреса — площа Курчатова, 1.
Ігор Курчатов керував групою науковців:
- Ігор Панасюк здійснював загальне керівництво, виконував адміністративні функції.
- Борис Дубовський, М. І. Повзнер і B.C. Фурсов займалися розрахунками накопичування плутонію в реакторі.
- Дубовський також проводив досліди щодо захисту від гамма-променів при зберіганні ядерного палива, винаходив і збирав лічильники, які на той момент ніде не вироблялись.
- Євген Бабулевич спроєктував і побудував систему регулювальних стержнів для управління ланцюговою реакцією.

Запуск реактора очолював І. В. Курчатов, йому асистував І. С. Панасюк. Б. Г. Дубовський, Кондратьєв і Павлов залишилися в тому ж приміщенні, але Курчатов просив їх спостерігати за приладами та не вживати активних дій з управління запуском.

### Використання реактора

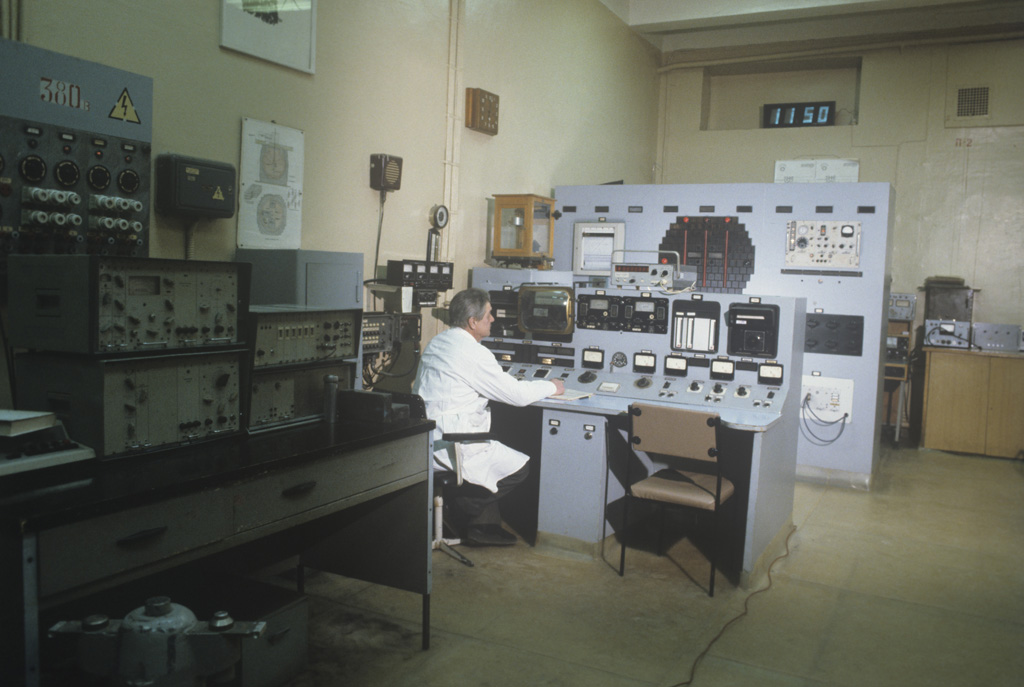
1993 рік, щит управління реактором

Відразу після старту реактор активно використовували для навчання радянські фізики-експлуатанти ядерного реактора.
Практичні заняття на першому реакторі проводили фахівці, які його збирали і запускали: І. С. Панасюк, Б. Г. Дубовський, І. В. Мостовий, Є. Н. Бабулевич.
Строки підготовки персоналу були обмежені, студенти займалися на реакторі з ранку до вечора.
У жовтні 1947 року на реакторі було навчено першу групу інженерів управління роботою атомного реактора.
Ці люди могли обіймати посаду начальника зміни.
Як і перший американський реактор, побудований під керівництвом Енріко Фермі, Ф-1 використовував металевий уран з природним вмістом нукліда 235U (близько 0,7 %) і графіт як сповільнювач, кадмієві стержні для управління потоком нейтронів, а також не мав системи охолодження. Тому тривала робота на великій потужності була неможлива. Проте, через велику масу активної зони короткочасне підвищення потужності було цілком досяжне. Середня потужність не перевищувала 20 Вт. Для порівняння, потужність першого американського реактора CP-1 рідко перевищував 1 Вт. Це годилося лише для перших експериментів; для подальших робіт було розроблено та побудовано реактори з примусовим охолодженням, які могли працювати на потужностях до сотень мегават. Зокрема, на основі результатів, здобутих на Ф-1, розробляли перший в СРСР реактор для отримання плутонію А-1.